# Crypturellus atrocapillus
Crypturellus atrocapillus là một loài chim trong họ Tinamidae.